# Kornelia Greßler
Kornelia Greßler (* 9. November 1970 in Arnstadt) ist eine ehemalige deutsche Schwimmerin, die für die DDR startete.

## Werdegang
Das beste Jahr ihrer Laufbahn hatte sie 1986, als sie bei den Weltmeisterschaften in Madrid Weltmeisterin über 100 m Schmetterling wurde und über 200 m Schmetterling die Silbermedaille gewann. Mit der Staffel gewann sie über 4 × 100 m Lagen Gold (mit Kathrin Zimmermann, Sylvia Gerasch und Kristin Otto). Zuvor war sie 1985 bereits Europameisterin und DDR-Meisterin über diese Strecke geworden.
1986 erhielt Greßler den Vaterländischen Verdienstorden in Gold.